# MAOL:s tabeller
MAOL:s tabeller, eller MAOL:s formelsamling, är en uppslagsbok (formelsamling) publicerad av Riksförbundet för lärare i matematiska ämnen MAOL rf MAOL och publicerat av Otava som ett studiehjälpmedel för gymnasial matematik, fysik och kemi. Uppslagsboken innehåller en lista över matematiska noteringar och symboler, en omfattande samling formler och flera numeriska tabeller. Studentexamensnämnden har godkänt uppslagsboken och gett tillstånd att använda det vid studentexamen.
Färgen på omslaget på MAOL-tabellerna ändras efter utgåva. Färgen på framsidan har till exempel varit gul, grön och blå.
Omslaget till den senaste boken är rött. Omslaget till den föregående boken var grått. Dessa utgåvor gäller fortfarande vid studentexamen, men utgåvor som är äldre än dessa är inte längre giltiga.
MAOLs tabellers fysiska utgåvor får endast användas vid studentexamen till slutet av 2020, varefter endast den digitala upplagan får användas vid examination.